# 新城市 (中國)
新城市(中國)建設有限公司，簡稱新城市(中國)建設，以及新城市(中國)（英語：NEW CITY (CHINA) DEVELOPMENT LIMITED，港交所：0456），在1993年由前股東梁戈創立，現時由主席韓軍然主理，業務主要經營中國內地房地產開發項目。公司前身為「新協城市建設有限公司」及「新城市(北京)建設有限公司」。
股份是在2000年5月16日從已結業的，萊利集團有限公司換取在香港交易所主板上市的。該總部位於香港灣仔軒尼詩道16號宜發大廈11樓。由於股東發生爭拗，加上長期業務虧損，在2003年12月23日，被聯交所停牌，直至2012年2月23日復牌之前，已向港交所提供有關重組、合併股份、發行新股等有關事項已達成共識。

## 連結
- NewCityChina.com